# François Touvet

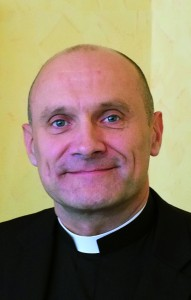
François Touvet

Bischofswappen von François Touvet

François Touvet (* 13. Mai 1965 in Paris, Frankreich) ist ein französischer römisch-katholischer Geistlicher und Bischof von Fréjus-Toulon.

## Leben
François Touvet absolvierte nach dem Abitur an der Militärschule Saint-Cyr eine Ausbildung zum Offizier der französischen Marine. Anschließend trat er in das Priesterseminar in Paray-le-Monial. Die weitere Ausbildung erfolgte in Besançon und am Institut Catholique de Lyon, wo er 1992 das Lizenziat in Theologie erwarb. Am 28. Juni 1992 empfing er das Sakrament der Priesterweihe für das Bistum Dijon.
Neben verschiedenen Aufgaben in der Pfarrseelsorge war er von 1996 bis 2004 Diözesanseelsorger für die Eucharistische Jugendbewegung. Von 2002 bis 2004 war er Bischofsvikar für die Seelsorgeregion Seine et Tilles und anschließend bis 2010 Generalvikar des Erzbistums Dijon. Im Jahr übernahm er im benachbarten Bistum Langres das Amt des Dompfarrers an der Kathedrale von Langres. 2012 wurde er zudem Bischofsvikar für die Seelsorgeregion Süd. Im Jahr 2014 wurde er zum Generalvikar des Bistums Langres berufen.
Am 23. Dezember 2015 ernannte ihn Papst Franziskus zum Bischof von Châlons. Die Bischofsweihe spendete ihm der Erzbischof von Reims, Thierry Jordan, am 28. Februar des folgenden Jahres. Mitkonsekratoren waren der Bischof von Langres, Joseph de Metz-Noblat, und sein Amtsvorgänger Gilbert Louis.
Papst Franziskus ernannte ihn am 21. November 2023 zum Koadjutor des Bischofs von Fréjus-Toulon.
Mit dem vorzeitigen Rücktritt von Dominique Rey am 7. Januar 2025 folgte er diesem als Bischof von Fréjus-Toulon nach.